# Felixstowe-Porte F.3
Felixstowe-Porte F.3 byl britský čtyřmístný dvoumotorový dvouplošný létající člun z období první světové války.

## Vznik
V první fázi války chyběly britskému letectvu vhodné létající čluny, proto začal Squadron Commander John Cyril Porte na základně Royal Naval Air Service ve Felixstowe vylepšovat americké létající čluny Curtiss H-4 Small America a H-12 Large America. Po sérii pokusů postavil zcela nový trupu, ke kterému přidal křídla a ocasní plochy z H-4. Letoun dostal označení Felixstove F.1. Po zvětšení trupu a připojení křídel a ocasních ploch z H-12 vznikl Felixstowe F.2 u kterého byla objednána sériová výroba pod označením Felixstowe F.2A.
Po dokončení prototypu F.2 vznikl pokusný prototyp se sériovým číslem N64 pod označením F.3, který měl mírně zvětšená křídla a trup. Výhodou oproti F.2 bylo, že mohl nést dvojnásobný náklad pum na delší vzdálenost avšak neovládal se tak dobře a i výkon byl o něco nižší. Po zkouškách byl předán felixstowskému bojovému roji a následně byla objednána sériová výroba v počtu 263 kusů u firem Dick, Kerr & Co. v Prestonu, Phoenix Dynamo Manufacturing Co. v Bradfordu a Short Brothers v Rochesteru. Sériová výroba se však zpožďovala z nedostatku motorů pro sériové F.3 a objevila se i konstrukční vada na trupu, díky které docházelo k poškození a prosakování vody. Potřeba těchto letadel i ve Středomoří vedla k výrobě letounů i na Maltě. Nakonec bylo vyrobeno celkem 183 letounů.

## Popis konstrukce
Kostra letounu byla dřevěná na křídlech a ocasních plochách potažená plátnem. Trup byl postavený v loďařských závodech, byl celodřevěný potažený překližkou a na horní části boků v zadní polovině a na horní straně od prostoru pilotů do zadní části měl plátěný potah. Vyrovnávací plováky byly umístěny pod dolním křídlem a byly celodřevěné. Křídla byla třípříhradová s křidélky umístěnými jen na horním křídle.
Prototyp F.3 byl poháněn dvěma dvanáctiválcovými vidlicovými vodou chlazenými leteckými motory Sunbeam Cossack o výkonu 235 kW (330 k). Sériově vyráběné stroje pak byly osazeny vidlicovými vodou chlazenými dvanáctiválcovými motory Rolls-Royce Eagle VIII o výkonu 254 kW (345 k).
Výzbroj tvořily čtyři pohyblivé kulomety Lewis ráže 7,7 mm umístěné ve střelištích na přídi trupu a na jeho hřbetě a na obou bocích za spodním křídlem. Celkem mohl nést čtyři pumy po 105 kg.

## Využití
Ke dni 31. 10. 1918 bylo ve stavu RAF 96 F.3. Většina operovala ze základen specializovaných na protiponorkové hlídkování. Používala je 234. squadrona RAF v Trescu, 238. v Cattewateru, 263. v Otrantu, 271. v Tarentu a 267. na Maltě. Šest strojů bylo přiděleno k britské flotile a sloužilo k hlídkování. Další stroje sloužili u sedmi cvičných rojů. Na některých letounech se zkoušelo posilování řízení a jednoduché zařízení pro automatické přistávání.
Po příměří byly stroje vyřazeny a nahrazeny typy F.2A a F.5. Několik strojů bylo prodáno portugalskému letectvu.

## Hlavní technické údaje
Údaje dle
- Rozpětí: 31,10 m,
- Délka: 15,00 (13,72) m
- Výška: 5,69 (5,49) m
- Nosná plocha: 133,00 m²

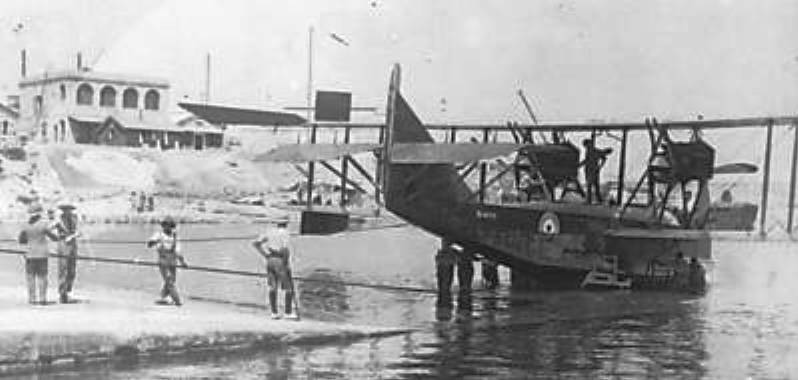
Felixstowe F.3

- Hmotnost prázdného letounu: 3607 (3749) kg
- Vzletová hmotnost:
  - normální: 5546 (5269) kg
  - s přetížením: 6020 kg
- Maximální rychlost:
  - v 610 m: 150 km/h
  - v 3050 m pro odlehčený stroj: 141 km/h
- Výstup:
  - do 610 m: 3 min 10 s až 7 min 50 s (3 min)
  - do 3050 m pro odlehčený stroj: 24 min 50 s (60 min)
- Dostup:
  - normální: 2440 m
  - maximální: 3810 m
- Maximální vytrvalost: 9,5 h

Udaje v závorkách platí pro prototyp.